# 球蕊五味子
球蕊五味子（学名：Schisandra sphaerandra）为五味子科五味子属下的一个种。